# Letničie
Letničie (em húngaro: Letenőc) é um município da Eslováquia, situado no distrito de Skalica, na região de Trnava. Tem 6,7 km² de área e sua população em 2018 foi estimada em 506 habitantes.

## Demografia
| Ano:        | 1994 | 2004   | 2014   | 2024   |
| ----------- | ---- | ------ | ------ | ------ |
| Broj ljudi: | 538  | 527    | 504    | 490    |
| Razlika:    |      | -2,04% | -4,36% | -2,77% |

| Ano:               | 2023 | 2024   |
| ------------------ | ---- | ------ |
| Número de pessoas: | 504  | 490    |
| Diferença:         |      | -2,77% |